# 桃園市立華德福實驗高級中等學校
桃園市立華德福實驗高級中等學校是桃園市政府正在籌備中的學校，地點位於臺灣桃園市楊梅區高山頂地區，由桃園市立新屋高級中等學校附設高中部華德福實驗班，及桃園市立仁美國民中學附設華德福實驗國中小合併改制，是楊梅區第一所公辦公營的實驗高級中等學校。2022年，仁美華德福家長後援會透過連署爭取獨立設校，盼加速催生桃園市首間公辦公營12年一貫華德福實驗學校。

## 設校起源
2017年新屋高中成立高中部華德福實驗教育班，借用仁美國中校區上課。因桃園市政府已於2018年變更楊梅都市計畫案，撥用約2.5公頃學校用地給仁美國中建構1至12年級一貫化的華德福學校，屆時新屋高中附設高中部華德福實驗班將改隸桃園市立華德福實驗高級中等學校。

## 沿革
- 2024年：於仁美國中辦公室成立桃園市立華德福實驗高級中等學校籌備處。

## 歷任校長
| 任期       | 姓名       | 任職日期  | 離職日期 | 備註                           |
| ---------- | ---------- | --------- | -------- | ------------------------------ |
| 籌備處主任 | 吳享鴻先生 | 2025年8月 | 現任     | 桃園市立仁美國民中學校長轉任。 |